# 나카가와촌 (군마현)
나카가와촌(일본어: 中川村)은 일본 군마현 군마군에 있던 촌이다. 현재의 다카사키시에 해당한다.

## 역사
- 1889년 4월 1일 - 정촌제 시행에 의해 니시군마군 나카가와촌이 성립하였다.
- 1896년 4월 1일 - 군 통합에 의해 군마군이 성립하여 소속이 변경되었다.
- 1955년 1월 20일 - 군마군 신타카오촌의 일부, 야와타촌, 도요오카촌과 함께 다카사키시에 편입되었다.

## 참고 문헌
- 角川日本地名大辞典編纂委員会, 『角川日本地名大辞典 10 群馬県』1988, 角川書店